# Seconda battaglia di Springfield
La seconda battaglia di Springfield è stata un episodio della guerra di secessione americana, combattuta nel gennaio 1863 a Springfield in Missouri.

## Contesto
Il 31 dicembre 1862 tre colonne della cavalleria sudista, sotto il comando del brigadiere generale John Sappington Marmaduke lasciò Lewisburg (in Arkansas) e si diresse a nord verso il Missouri con lo scopo di distruggere le linee di rifornimento dell'esercito nordista tra Rolla e Springfield.
Arrivato nei pressi di Forsyth Marmaduke scoprì che l'importante deposito di rifornimenti nemico a Springfield era difeso da pochi uomini. Decise dunque di marciare su Ozark (dove distrusse il forte nordista) per proseguire verso Springfield. Qui venne raggiunto dalle altre due sue colonne che avevano attaccato Fort Lawrence a Beaver Creek (16 km a sud-est di Ava).
La notte del 7 gennaio le truppe federali che erano state sconfitte da Marmaduke a Ozark raggiunsero Springfield ed informarono il brigadiere generale Egbert Benson Brown delle intenzioni dei confederati.
Brown, che aveva a disposizione solo 1 343 uomini, avrebbe potuto distruggere i rifornimenti custoditi nel forte e ritirarsi ma poche settimane prima il generale Ulysses S. Grant aveva pesantemente censurato il comportamento del comandante nordista di  Holly Springs Mississippi) che, a fronte dell'avanzata nemico, aveva distrutto le forniture del proprio arsenale. Brown decise dunque di difendersi e distribuì armi anche ai civili per difendere la città.

## La battaglia
All'alba dell'8 gennaio 1863 due delle colonne di Marmaduke arrivarono a Springfield da sud raggiunte poco dopo dalla terza colonna.
Verso le 10 del mattino i sudisti attaccarono in campo aperto da ovest. Dopo un duro combattimento i nordisti riuscirono a respingere l'attacco.
Un ultimo assalto sudista lanciato da Marmaduke poco prima del tramonto fallì e i confederati si ritirarono a Phelps Grove Park.